# Krishna Shrine
Der Krishna Shrine ist ein im Grand Canyon im Nordwesten  des US-Bundesstaates Arizona gelegener, 1869 Meter hoher Berg.

## Etymologie
Der Name Krishna Shrine ist von Krishna abgeleitet – einer zentralen Gottheit des Hinduismus und achter Avatara Vishnus. Das englische shrine ist ein Schrein. Die Tradition, Geländepunkte und auch Gesteinsformationen nach mythologischen Gottheiten zu bezeichnen, geht auf Clarence Dutton zurück, der im Jahr 1880 den benachbarten Vishnu Temple benannt hatte.

## Erstbesteigung
Der Krishna Shrine wurde erstmals am 5. September 1962 von Harvey Butchart bestiegen.

## Geographische Lage
Der Krishna Shrine bildet Teil des Grand-Canyon-Nationalparks. Er liegt entlang der rechten, nördlichen Flussseite des Colorado Rivers im Coconino County. Den 3,2 Kilometer weiter südlich, tief ins Grundgebirge eingeschnittenen Fluss überragt er an den Hance Rapids (795 Meter) um 1074 Meter. Der Gipfel gehört zum Massiv des 2296 Meter hohen Vishnu Temples, an dessen Südwestseite er – abgetrennt durch eine Scharte – anschließt. Der Gipfel des Vishnu Temples ist etwa 1,6 Kilometer entfernt. Gut 4,8 Kilometer weiter nördlich verläuft der North Rim – der Südostrand des zum Kaibab-Plateau gehörenden Walhalla Plateaus – mit dem Aussichtspunkt Cape Royal (2397 Meter). An der Südostseite des Vishnu Temples befindet sich der Tafelberg-artige, 1954 Meter hohe Rama Shrine – der Zwillingsbruder des Krishna Shrines –, der dem Krishna Shrine in Gestalt und geologischem Aufbau sehr ähnelt. Etwa 2,4 Kilometer weiter nordwestlich ragt der 2359 Meter hohe Wotans Throne auf.
Der Berg hat eine Dominanz von 0,9 Kilometer (gegenüber dem höheren Vishnu Temple) und eine Schartenhöhe von 205 Meter (gegenüber dem rechten Seitenast des Asbestos Canyons).

### Hydrographie
Sowohl vom Krishna Shrine, vom Rama Shrine und vom zentral gelegenen Vishnu Temple gehen in südliche Richtung kleine Bäche aus, die sich im Asbestos Canyon vereinigen. Die Nordwestseite des Krishna Shrines entwässert in den langen, nach Südwesten abfließenden Vishnu Canyon (mit dem in ihm fließenden Vishnu Creek). Dieses bedeutende rechte Seitental des Colorado Rivers nimmt seinen Ausgang westlich vom Freya Castle (2225 Meter), das dem Walhalla Plateau am South Rim unmittelbar vorgelagert ist. Ferner hat an einem südwestlichen Fortsatz des Krishna Shrines aus massivem Redwall Limestone ein namenloser Bach (engl. creek) seinen Ursprung. Er fließt an der Ostseite des Newberry Buttes (1556 Meter) vorbei und mündet nach 3,7 Kilometer auf rund 760 Meter Höhe in die Granite Gorge des Colorado Rivers.

## Geologie

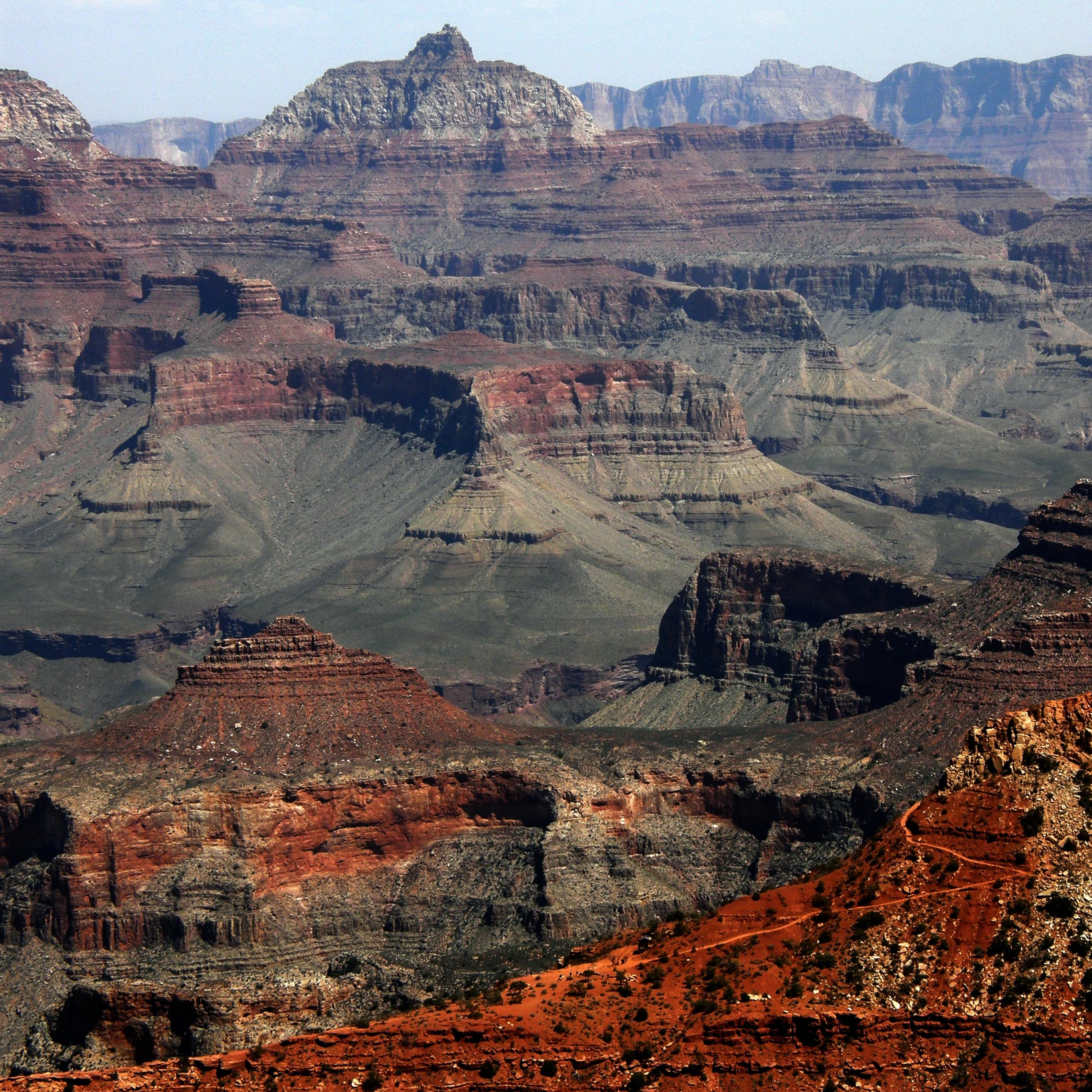
Wotans Throne, Vishnu Temple, Rama Shrine und davor Krishna Shrine – gesehen aus Südwesten vom South Rim

Der Krishna Shrine baut sich wie der Rama Shrine aus derselben Schichtenfolge auf. Auf der massiven, flach liegenden Basisplattform aus unterkarbonischem Redwall Limestone (Mr) folgt nach der diskordant zwischengeschalteten Surprise-Canyon-Formation (Ms) die aus vier Formationen bestehende, oberkarbonische bis unterpermische Supai Group (lPMs) mit Watahomigi-Formation, Manakacha-Formation, Wescogame-Formation und Pakoon Limestone (vom Liegenden zum Hangenden). Der Redwall Limestone ist ein Steilwandbildner und hier ausnahmsweise nicht rot gefärbt, sondern legt schwärzliche und im frischen Zustand graue Farbtöne an den Tag. Der dreiseitige Gipfelaufbau selbst besteht aus dem resistenten, unterpermischen (Cisuralium) Esplanade Sandstone (Pe).
Die imposante Steilwand des Redwall Limestones fußt ihrerseits erosionsdiskordant auf der kambrischen Tonto Group. Die ebenfalls flach liegende Tonto Group setzt sich hier aus Muav-Formation, Bright-Angel-Formation und Tapeats Sandstone zusammen (vom Hangenden zum Liegenden). 
Im Vishnu Canyon sind winkeldiskordant unterhalb der Great Unconformity der Tonto Group bereits die leicht nach Nordost einfallende mesoproterozoische Unkar Group und am Canyonende das polymetamorphe paläoproterozoische Grundgebirge mit den Vishnu Basement Rocks anstehend. Das Grundgebirge wird seinerseits von der Unkar Group winkeldiskordant durch die Greatest Angular Unconformity abgetrennt. 

### Tektonik
Das Vishnu Canyon folgt einer bedeutenden Nordost-streichenden Störungszone. Auch der Krishna Shrine selber wird von einigen Störungen betroffen. Einmal zieht eine Nordnordwest-streichende Störungszone über den Sattel zum Vishnu Temple, welche am Sattel einen bis zu 20 Meter abgesunkenen Keil aufweist. Sodann quert eine Nordnordost- bis Nord-streichende Verwerfung den Gipfel, an welcher die Ostseite bis zu 10 Meter abgerutscht ist. Weiter durchtrennt eine Ostnordost-streichende Verwerfung den Südsporn, der 25 Meter angehoben wurde. Eine Nordost-streichende Störungszone schließlich drückte das Ende des Südsporns ebenfalls leicht empor.

## Photogalerie

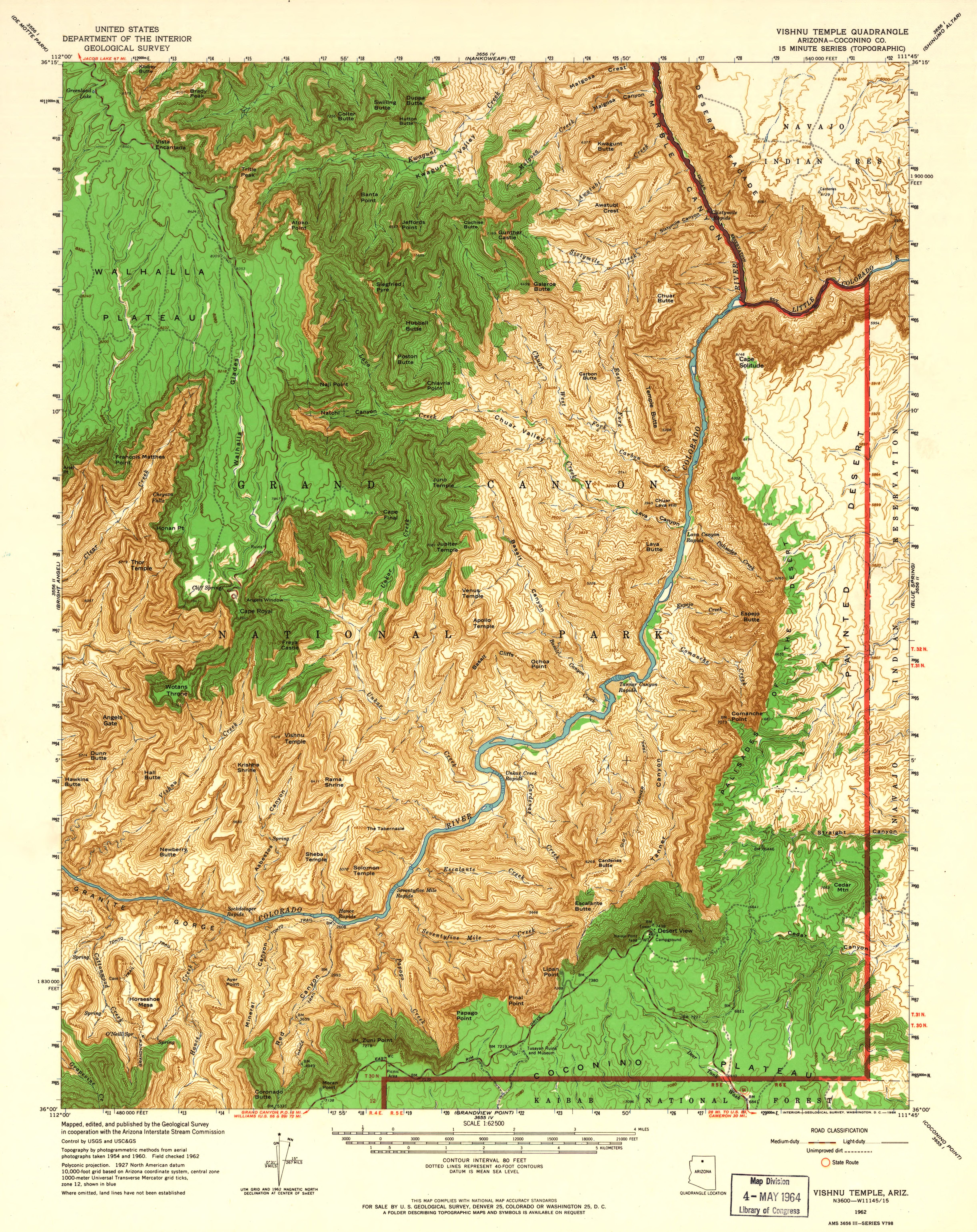
Lagekarte
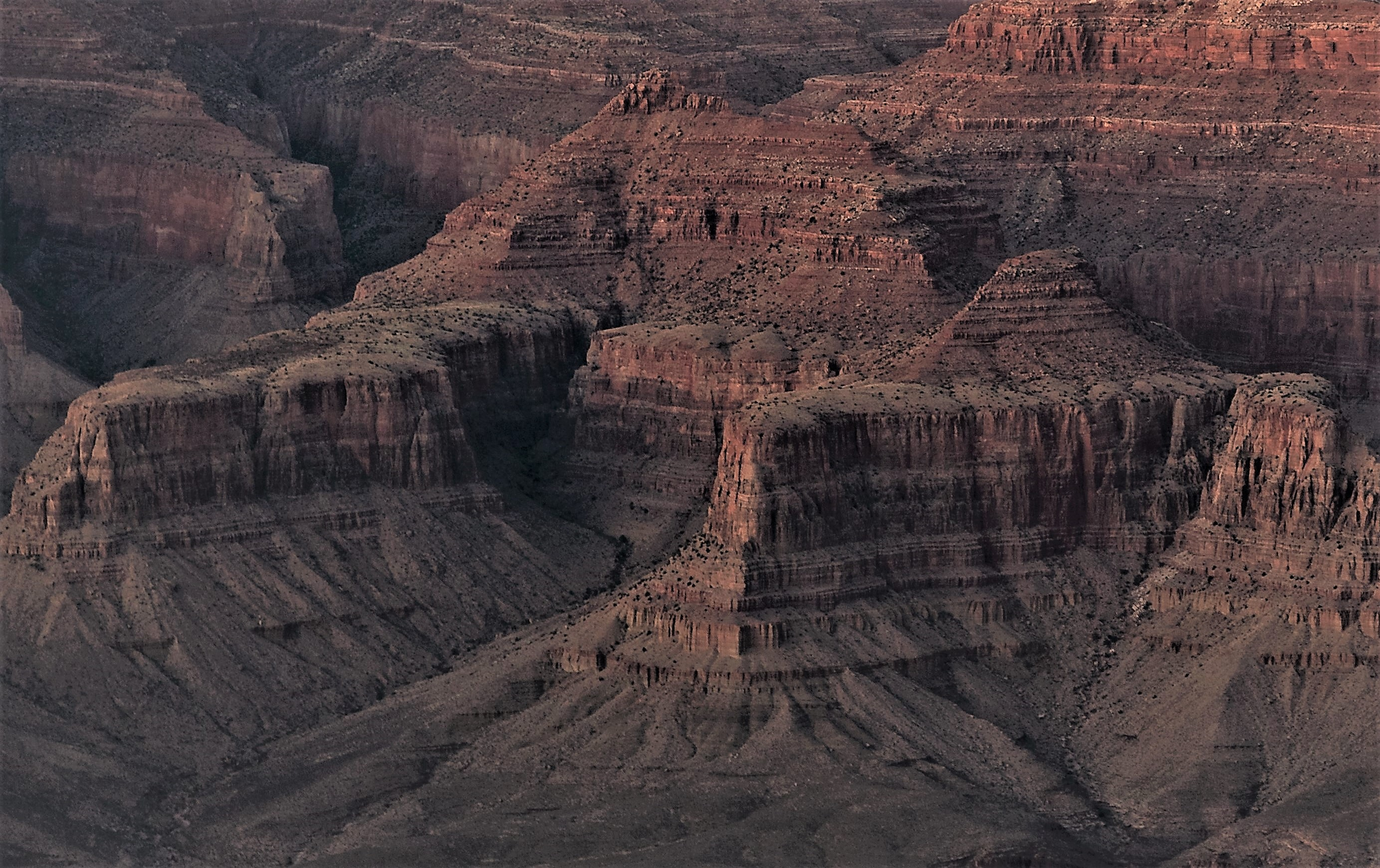
Krishna Shrine von Süden
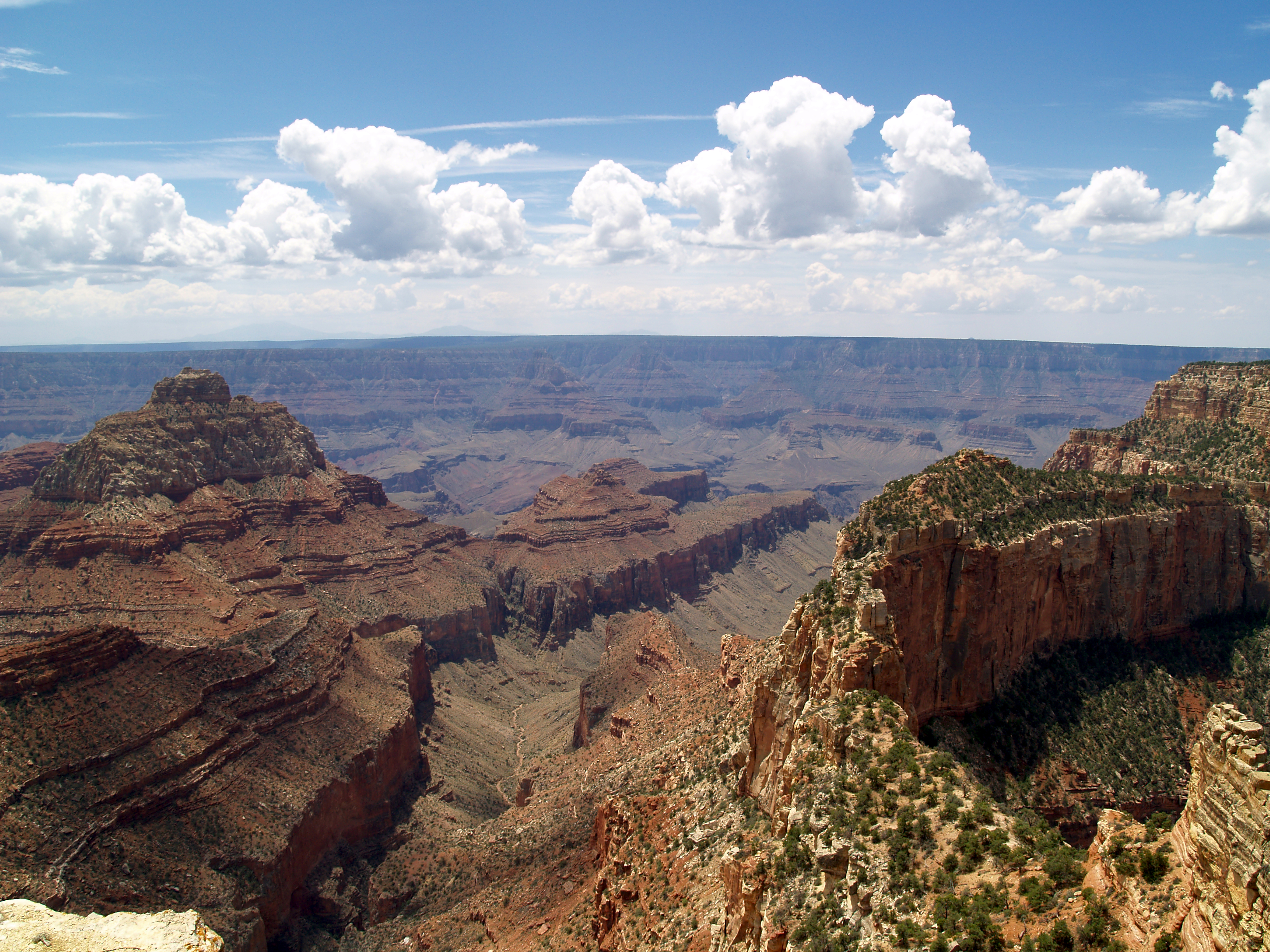
Blick vom Cape Royal Nach Süden hinunter ins Vishnu Canyon, Vishnu Temple links und Krishna Shrine rechts davor
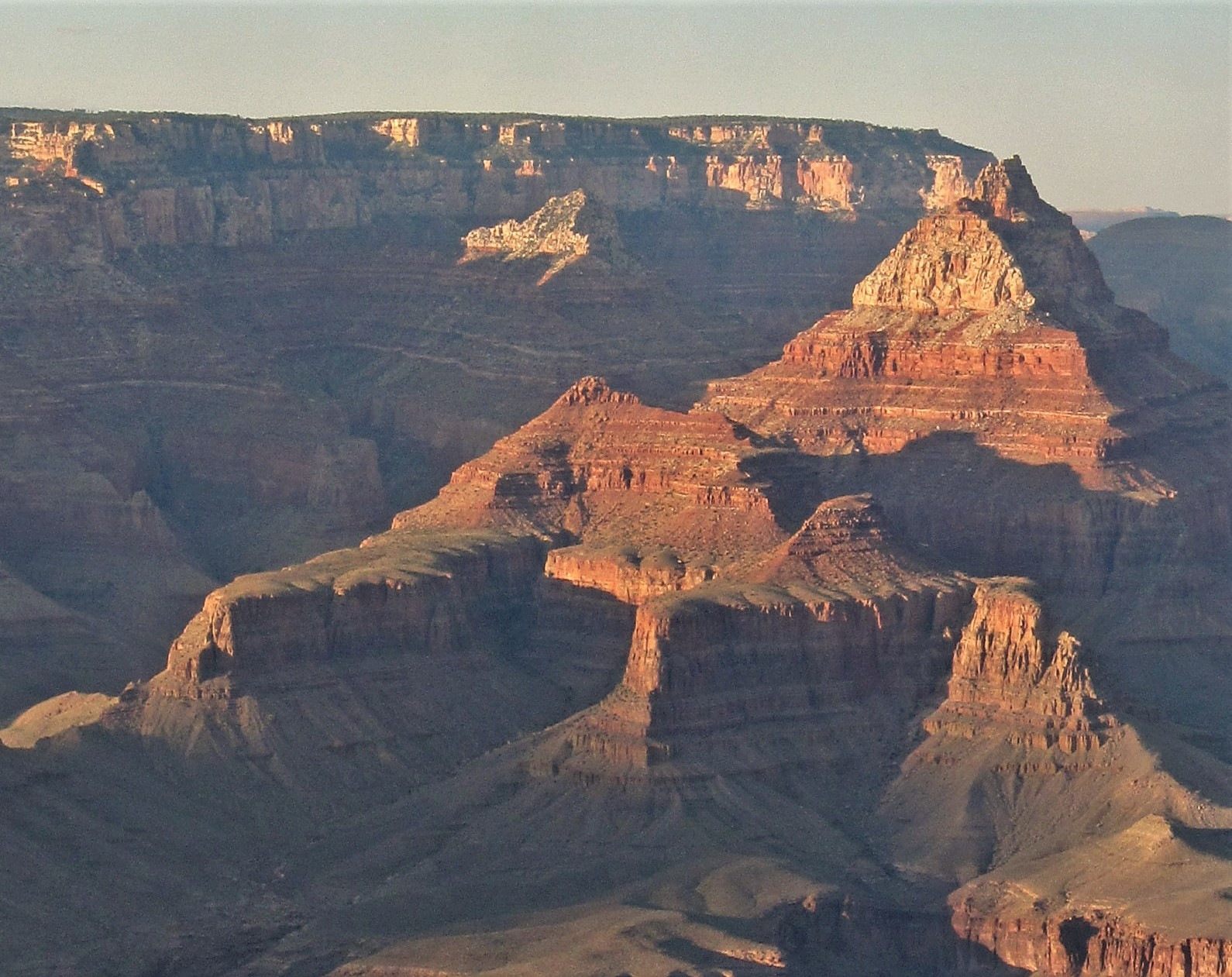
Blick vom Grandview Point am South Rim in nördlicher Richtung auf Krishna Shrine und  Vishnu Temple rechts dahinter